# Gašpar Gašpar Mišič
Gašpar Gašpar Mišič (krstno ime Nedeljko Gašpar Mišič), slovenski inženir navtike, poslovnež in politik, * 24. julij 1966, Đakovo, Hrvaška.

## Življenjepis in kariera
Gašpar Gašpar Mišič, sicer slovenski in hrvaški državljan, je poklicno pot začel kot pomorščak pri Splošni plovbi, kjer je plul kot častnik krova. Nato se je lotil podjetništva, več let je bil nepremičninski posrednik (vodi nepremičninsko podjetje GASSPAR d.o.o.), nato pa cenilec nepremičnin pri Novi Ljubljanski banki.
Na lokalnih volitvah leta 2010 je bil kandidat stranke Neodvisen.si za funkcijo župana Občine Piran. Na ta položaj ni bil izvoljen, je pa postal poklicni podžupan. Leta 2011 je diplomiral iz navtike na Fakulteti za pomorstvo in promet, diplomska naloga je nosila naslov Določanje položaja ladje.
Na državnozborskih volitvah 4. decembra 2011 je bil kot član Pozitivne Slovenije izvoljen za poslanca, s tem pa mu je avtomatično prenehal podžupanski mandat. Pozornost vzbuja tudi s svojo retoriko. Vpleten je bil tudi v preiskavo zoper preusmerjanja elektronske pošte piranske podžupanje Meire Hot na svoj elektronski račun.

### Luka Koper
Poleti 2013 se je odzval povabilu nadzornega odbora Luke Koper, ki je iskala novega predsednika uprave. V ta namen je odstopil kot sekretar vlade Alenke Bratušek. Dobil je večinsko podporo nadzornikov in bil imenovan na čelo podjetja. Že njegova kandidatura je sprožila buren odziv javnosti zaradi dejstva, da ni imel pred tem nobenih vodstvenih izkušenj v tako velikih podjetjih, pa tudi zaradi spornih poslov z nepremičninami v času, ko je vodil posredniško podjetje (prijave proti njemu so na gradbenem inšpektoratu ignorirali). Njegovemu imenovanju je nasprotovala celotna koalicija s predsednico vlade na čelu, sam pa je svojo primernost utemeljeval z uspešno zaključenimi projekti in pomorskimi izkušnjami ter izobrazbo.
Mandat mu je pričel teči 7. septembra 2013, prenehal pa 11. aprila 2014. Leta 2016 je dobil tožbo proti Luki Koper. Od nje je terjal 660.000 evrov odškodnine zaradi svoje razrešitve.